# Punta Straldi
La Punta Straldi o Monte delle Carsene (in francese Pointe Straldi) è una montagna delle Alpi Liguri alta 2383 m.

## Storia

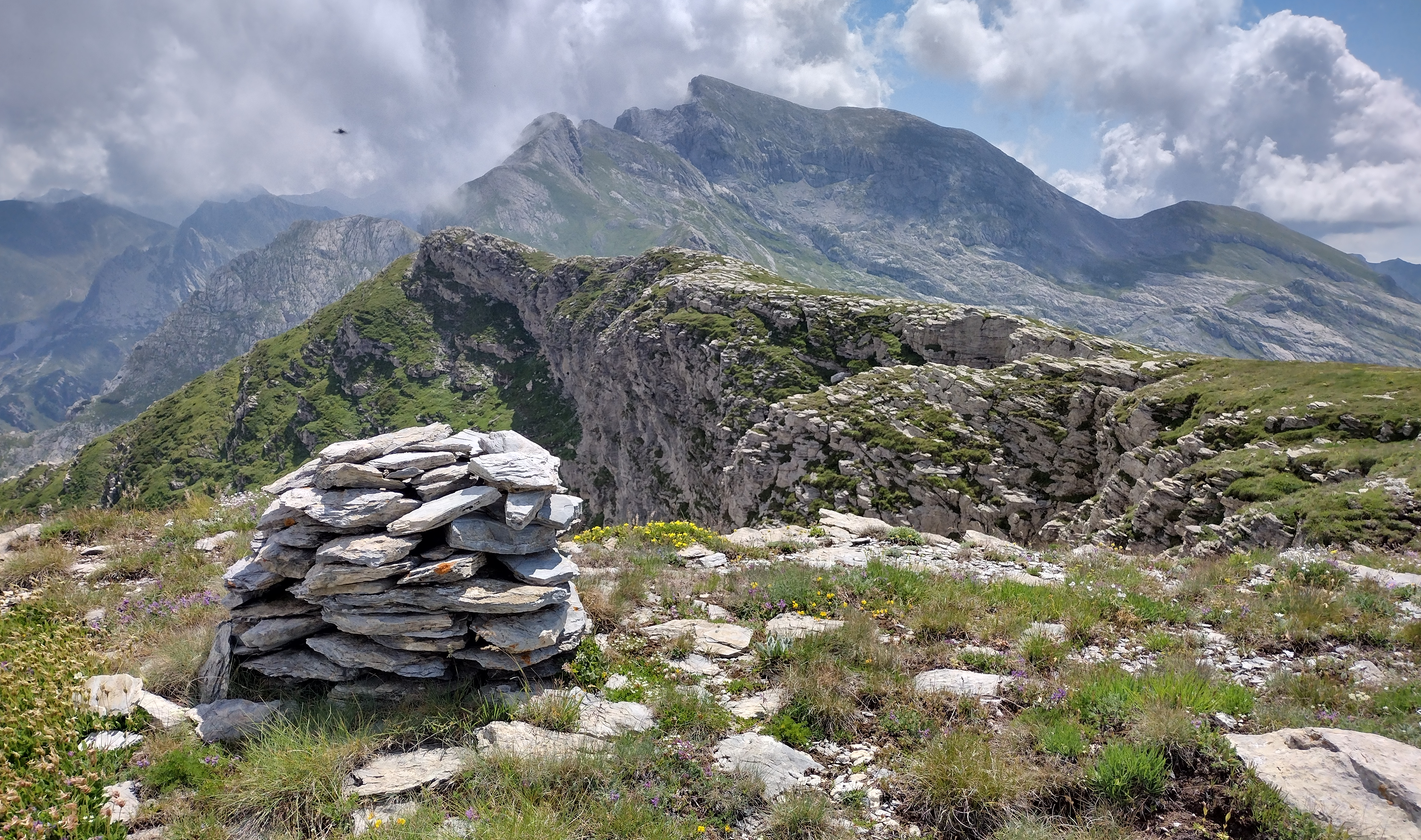
La zona sommitale, sullo sfondo il Marguareis e la Cima di Gaina

La montagna, che un tempo apparteneva totalmente all'Italia, si trova oggi sul confine con la Francia: il trattato di Parigi in questa zona fa infatti transitare il limite tra le due nazioni sul crinale padano/ligure.

## Geografia

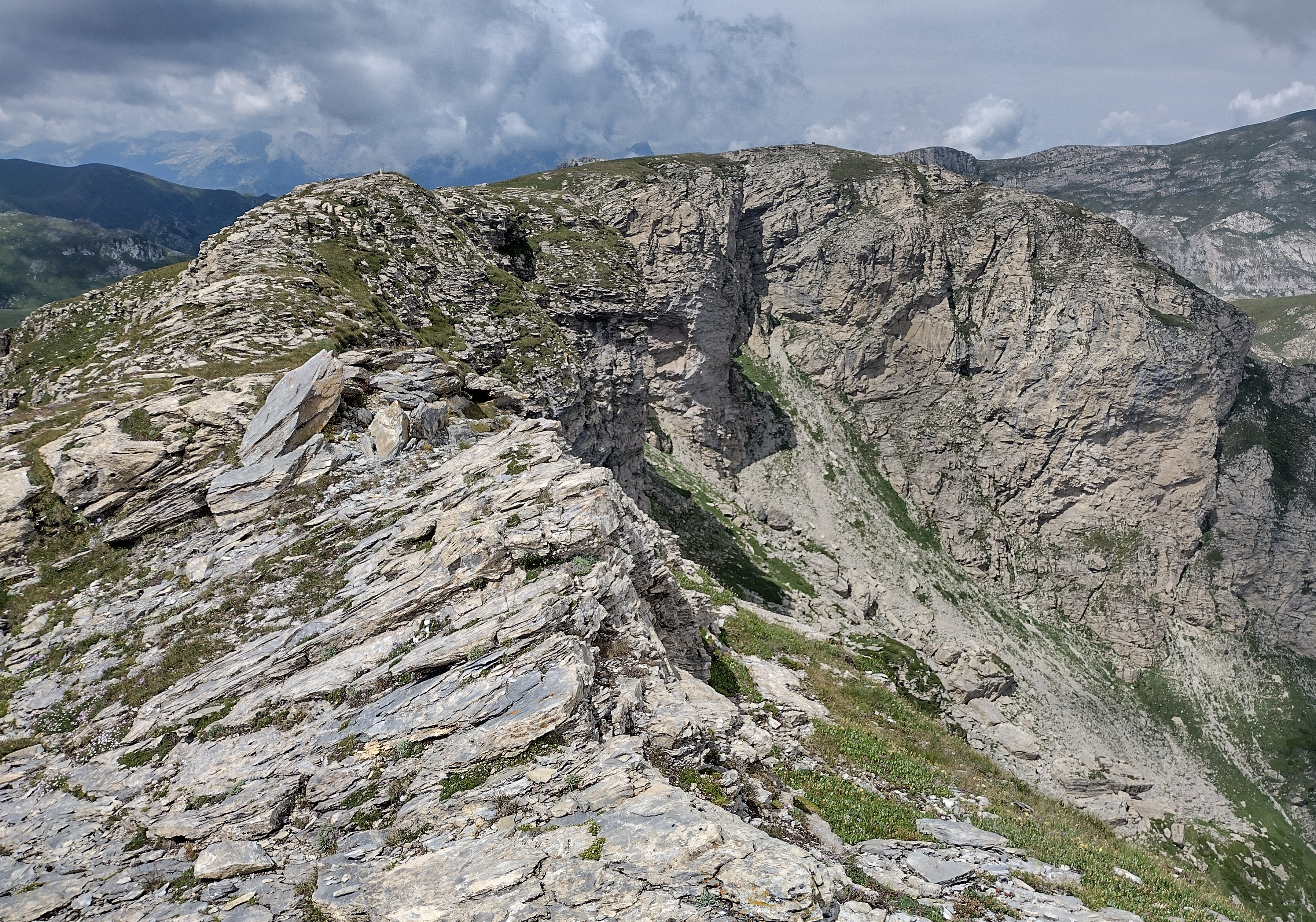
Lo scosceso versante padano

La Punta Straldi fa parte della catena principale alpina ed è situata sullo spartiacque che separa il bacino del Tanaro, e in particolare la Val Pesio (a nord) dalla valle Roia. Sul crinale è delimitata da due rilevanti infossature, ad ovest la Colla Piana di Malaberga (che la separa dalla Testa Ciaudon) e ad est, in direzione del Marguareis, il Passo Scarason (2383 m). La Punta Straldi è una montagna dalla morfologia decisamente asimmetrica, erbosa e arrotondata sul versante meridionale e caratterizzata invece da scoscese rupi calcaree verso nord. La cima principale è affiancata verso ovest da una anticima a 2352 m di altezza e a nord-ovest dall'arrotondato Bric dell'Omo (2310 m). Il punto culminante, quotato 2383 m da IGN, è segnalato da un ometto di pietrame. La sua prominenza topografica è di 81 metri.

## Geologia

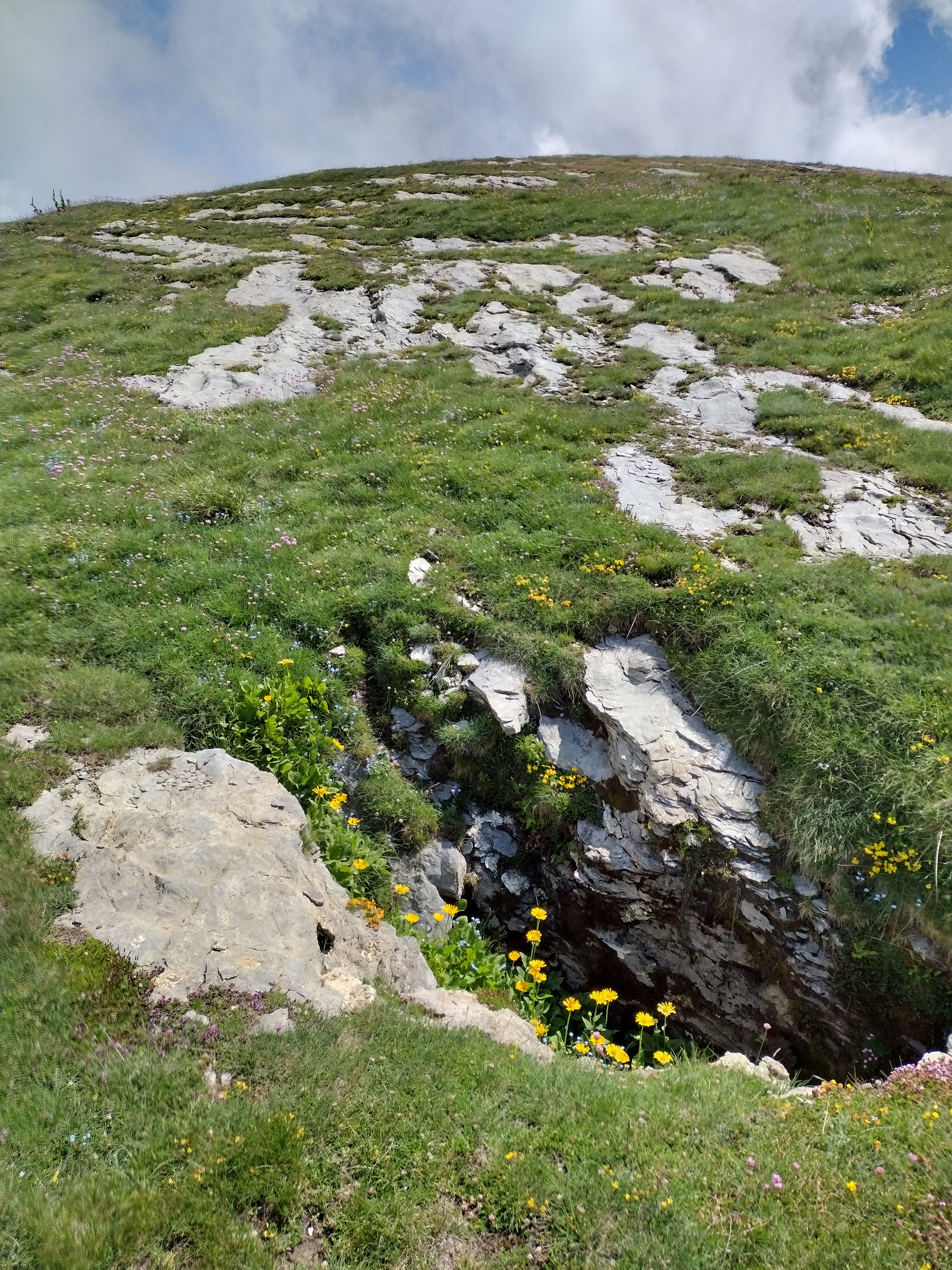
Cavità naturale nei pressi della sommità

La zona dove sorge la montagna è di natura carsica ed è ricca di morfologie superficiali e sotterranee legate al carsismo. Tra queste l'"Abisso Straldi", una cavità di 614 metri di profondità, e la "Voragine Straldi" (o "Abisso del Perdus"), situata a breve distanza dalla cima e profonda 539 m.

## Accesso alla vetta

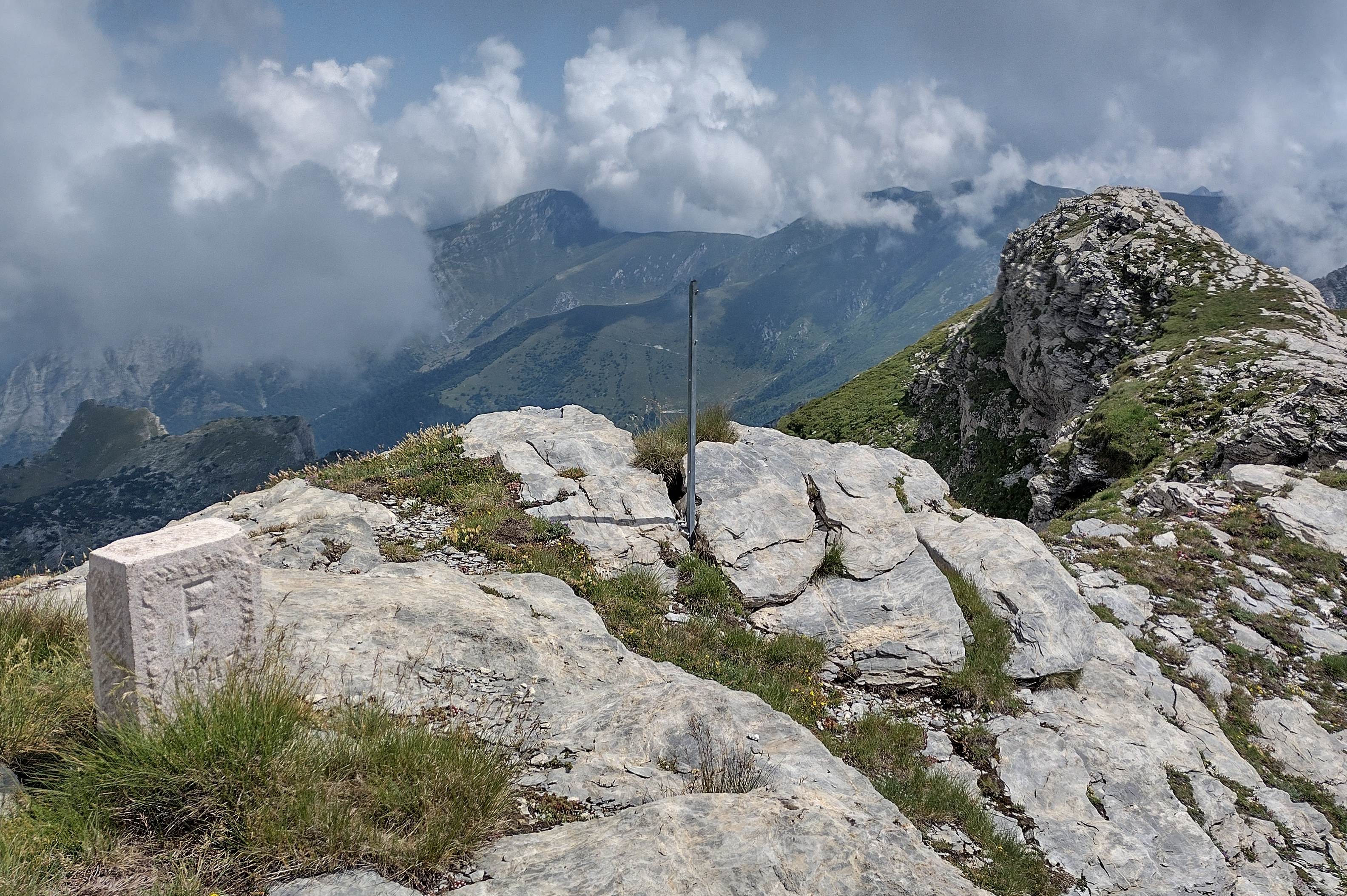
Cippo di confine nei pressi della cima

La Punta Straldi può essere raggiunta dalla Colla Piana con un breve itinerario di tipo escursionistico fuori sentiero, che ne risale l'ampio crinale occidentale e la ragigunge dopo essere passato per l'anticima ovest. A sua volta il valico è raggiungibile con la strada ex-militare Limone - Monesi, che la collega con il Colle di Tenda e con Monesi di Triora.
La montagna è anche una meta di escursioni scialpinistiche, a volte concatenandone la salita con quella ad altre cime della zona.